# Mantila

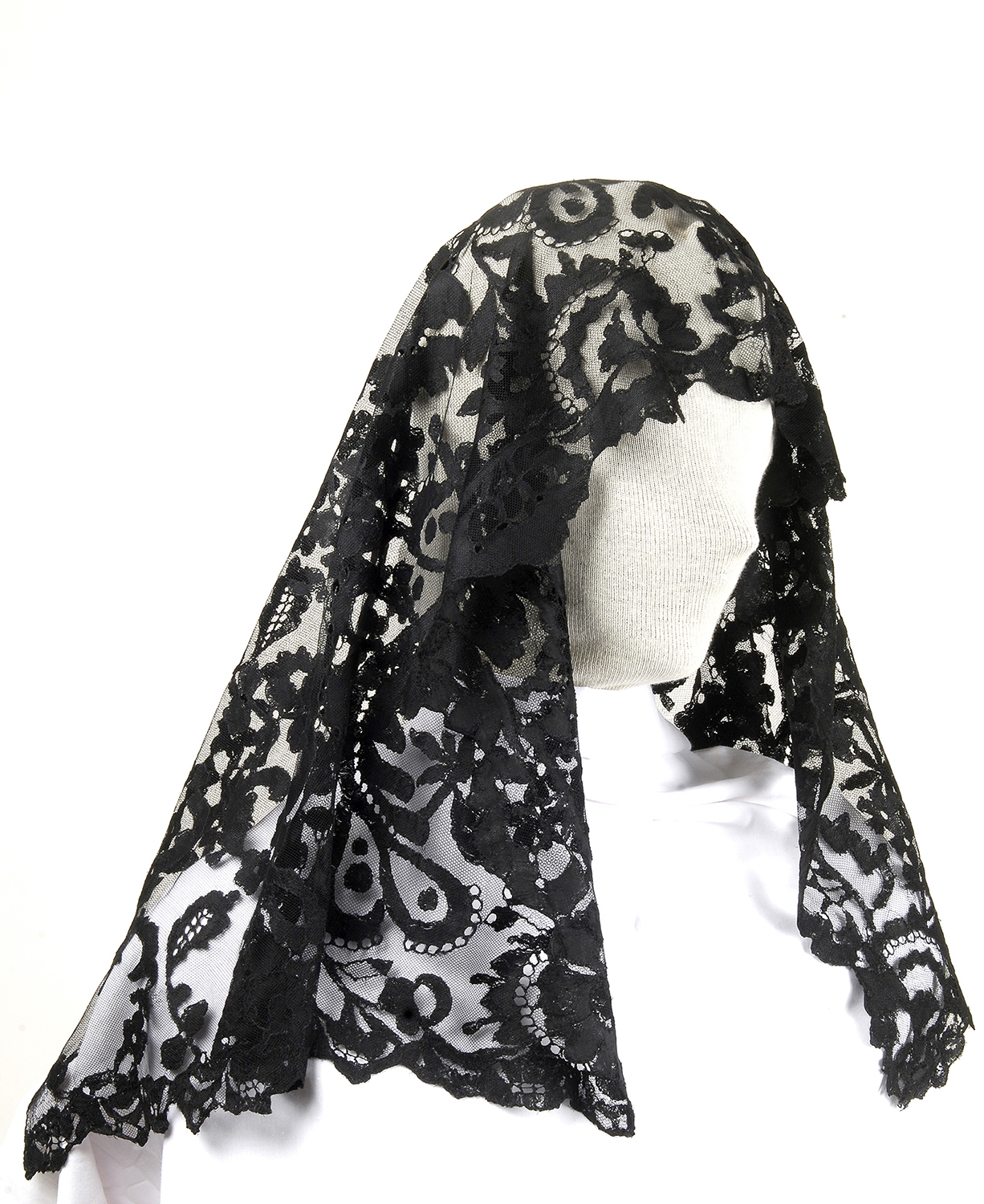
Mantila ve valencijském etnologickém muzeu

Mantila je krajkový přehoz přes hlavu a prsa. Původně šlo o součást španělského kroje, ale je používán např. i anastenariky v Řecku.

## Historie
Na konci 16. století se začaly objevovat první lehké krajkované mantily ve Španělsku, dokonce i na obrazech Velázqueze. Královna Izabela II. (1833–1868) dala podnět k nošení mantil i ve vyšších společenských vrstvách.
Mimo Španělsko se v 19. století (období romantismu) v zimě šily šaty z vlněných látek, upnuté až ke krku, přes ně se pak oblékaly široké mantily. Jejich okraje byly zdobeny výšivkami a v zimě pak kožešinou.
Po smrti královny Izabely II. v roce 1868 se mantily ve Španělsku přestaly téměř nosit a kolem roku 1900 byly k vidění pouze při významnějších událostech, jakými byly býčí zápasy, svatby a katolické svátky.
Ve Vatikánu platí protokol, podle kterého si mají ženy během audience u papeže zahalit vlasy černou mantilou. Jen příslušnice některých šlechtických rodů smějí přistoupit k papeži s bílou mantilou.
Mantila se stala také součástí písňových textů, např. v Matuškových „Slavících z Madridu“, Krylově „Hlasu“, Bartošové „Seňoritě Juanitě“ či v „Miguelitu“ Radůzy.

## Galerie

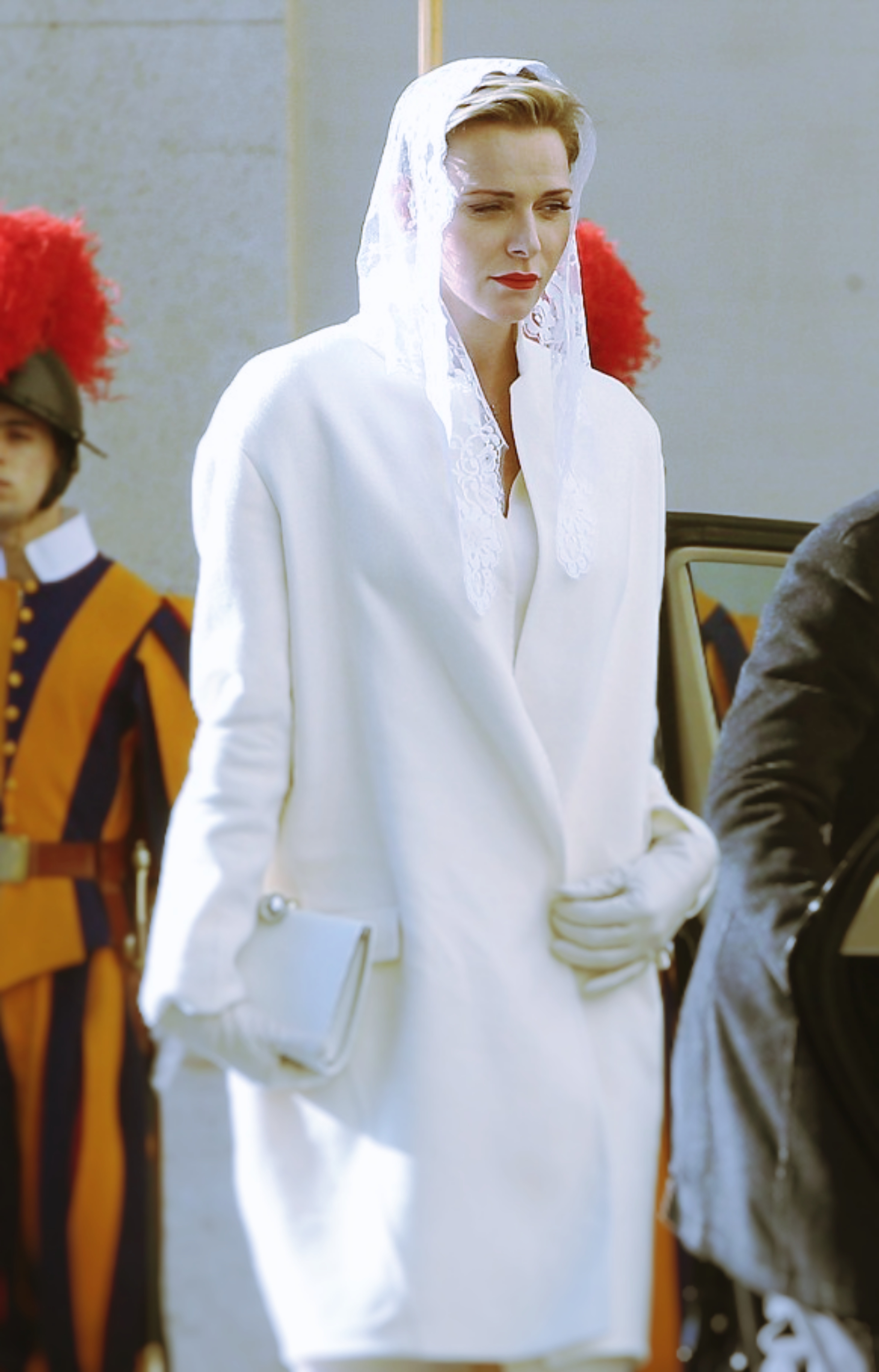
Monacká princezna při audienci u papeže
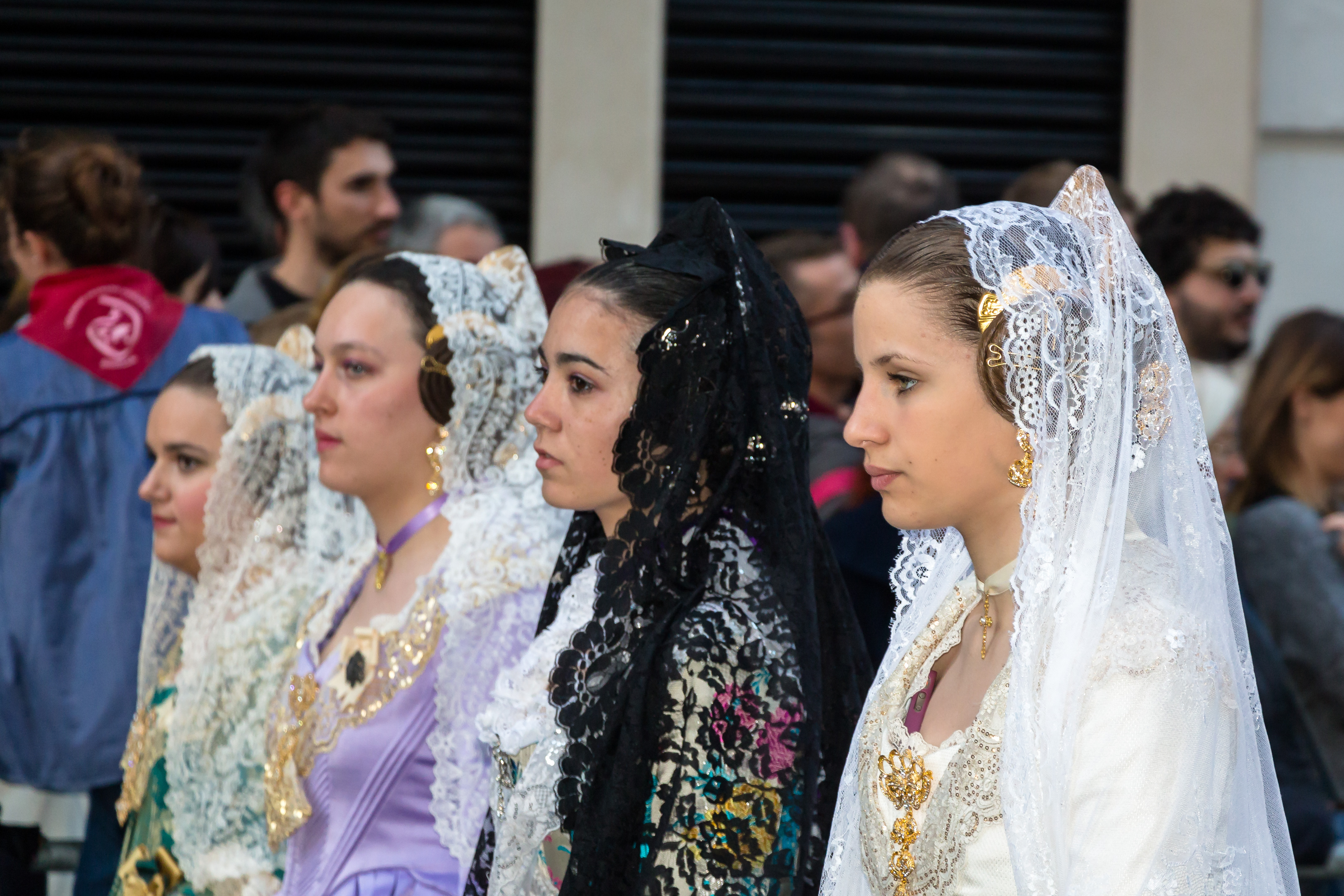
Španělky s mantilou
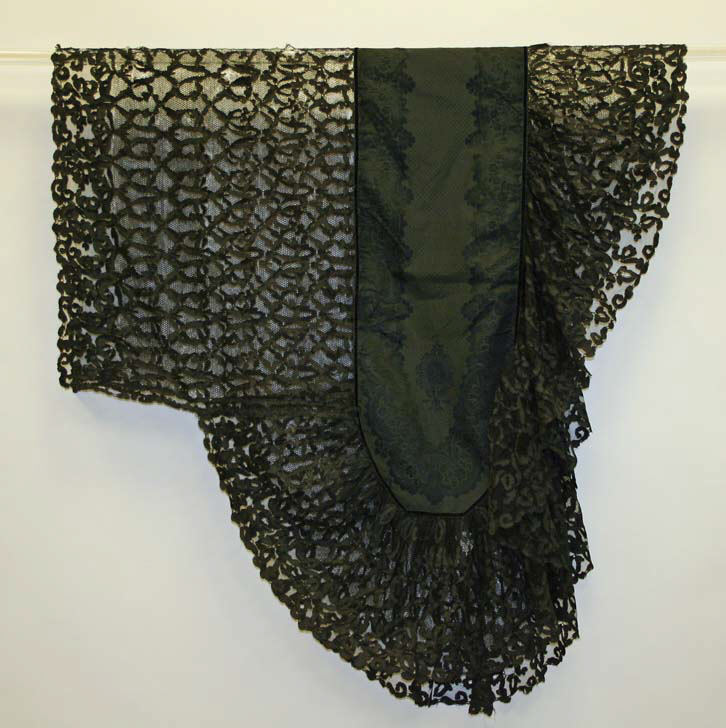
Část mantily z 19. století